# Леандро Гонсалес Пірес
Леандро Гонсалес Пірес (ісп. Leandro González Pirez, нар. 26 лютого 1992, Буенос-Айрес) — аргентинський футболіст, захисник клубу «Рівер Плейт» та олімпійської збірної Аргентини.
Виступав також за клуби «Рівер Плейт», «Рівер Плейт» та «Естудьянтес».

## Клубна кар'єра
Народився 26 лютого 1992 року в місті Буенос-Айрес. Вихованець футбольної школи клубу «Рівер Плейт». Дорослу футбольну кар'єру розпочав 2011 року в основній команді того ж клубу, в якій провів два сезони, взявши участь у 38 матчах чемпіонату. 
Згодом з 2013 по 2014 рік грав у складі команд «Генк» та «Арсенал» (Саранді).
Своєю грою за останню команду знову привернув увагу представників тренерського штабу клубу «Рівер Плейт», до складу якого повернувся 2014 року. Цього разу відіграв за команду з Буенос-Айреса наступний сезон своєї ігрової кар'єри.
Протягом 2015—2016 років захищав кольори клубу «Тігре».
У 2016 році уклав контракт з клубом «Естудьянтес», у складі якого провів наступний рік своєї кар'єри гравця. 
Протягом 2017—2021 років захищав кольори клубів «Атланта Юнайтед», «Тіхуана» та «Інтер» (Маямі).
До складу клубу «Рівер Плейт» приєднався 2022 року. Станом на 28 грудня 2024 року відіграв за команду з Буенос-Айреса 79 матчів в національному чемпіонаті.

## Виступи за збірні
У 2009 році дебютував у складі юнацької збірної Аргентини (U-17), загалом на юнацькому рівні взяв участь у 8 іграх, відзначившись 2 забитими голами.
Протягом 2009–2011 років залучався до складу молодіжної збірної Аргентини. На молодіжному рівні зіграв у 14 офіційних матчах.
У 2011 році захищав кольори олімпійської збірної Аргентини. У складі цієї команди провів 4 матчі.